# Live at Summer Breeze 2002
Live at Summer Breeze 2002 é um CD gravado ao vivo pela banda finlandesa de metal sinfônico Nightwish, que foi incluído no DVD End of Innocence, lançado em 23 de outubro de 2003 na Finlândia pela Spinefarm Records.
O material presente no CD foi gravado durante a apresentação da banda no festival Summer Breeze Open Air, em Dinkelsbühl, Alemanha em 23 de agosto de 2002. O CD ainda contém duas faixas bônus: "The Kinslayer" e "Come Cover Me", que não foram apresentadas no festival.

## Faixas
| N.º | Título                                                | Compositor(es)             | Duração |  |
| 1.  | "End of All Hope"                                     | Holopainen                 | 3:58    |  |
| 2.  | "Dead to the World"                                   | Holopainen                 | 4:28    |  |
| 3.  | "10th Man Down"                                       | Holopainen                 | 5:26    |  |
| 4.  | "Slaying the Dreamer"                                 | Holopainen                 | 3:55    |  |
| 5.  | "Over the Hills and Far Away" (cover de Gary Moore)   | Moore                      | 6:00    |  |
| 6.  | "Sleeping Sun"                                        | Holopainen                 | 4:37    |  |
| 7.  | "The Kinslayer" (retirado de From Wishes to Eternity) | Holopainen                 |         |  |
| 8.  | "Come Cover Me" (retirado de From Wishes to Eternity) | Holopainen, Emppu Vuorinen |         |  |

## Créditos
A seguir estão listados os músicos e técnicos envolvidos na produção do CD Live at Summer Breeze 2002:

### A banda
- Tuomas Holopainen – teclado
- Emppu Vuorinen – guitarra
- Tarja Turunen – vocais
- Jukka Nevalainen – bateria, percussão
- Marco Hietala – baixo, vocais